# 吳維嶽
吳維嶽（1514年—1569年），字峻伯，號霽寰，浙江湖州府孝豐縣人，軍籍，明朝政治人物、詩人。

## 生平
嘉靖十六年（1537年）丁酉科浙江鄉試第五名舉人，十七年（1538年）戊戌科三甲第一百六十九名進士。授江陰縣知縣，升刑部主事，升郎中，二十九年（1550年）十二月恤刑江西，改兵部車駕司郎中，三十六年（1557年）三月出為山東按察司副使，四十年（1561年）三月升湖廣布政使司右參政，四十一年（1562年）五月升江西按察使，四十二年（1563年）任都察院右僉都御史、巡撫貴州，四十四年（1565年）三月考察，致仕歸里，隆慶三年（1569年）二月卒於家。

## 著作
曾與謝榛、李攀龍等倡詩社，與俞允文、盧楠、李先芳、歐大任並稱“嘉靖廣五子”。朱彝尊謂其詩“如鉛刀土花，不堪灑削”。著有《天目山齋歲編》24卷。

## 家族
曾祖吳玒，壽官；祖父吳松，封奉政大夫吏部郎中；父吳麟，山東按察司副使，贈中憲大夫。前母王氏（贈孺人）；母方氏（封孺人）。重慶下。弟吳維川、吳維夏、吳維京、吳維畿、吳維城、吳維域、吳維均、吳維埈、吳維垹。
吳昌碩為其後人。